# Лесевичі
Лесевичі (пол. Lesiewicz, рос. дореф. Лесевичъ) — український козацько-старшинський рід на Полтавщини XVIII–XX століть. Лесевичі були дворянами Харківської губернії (Дворянська родовідна книга, частина 2 «Військове дворянство, набуте чином військової служби», у 1786 році)

## Засновник роду
Серед пращурів Лесевичів 10 жовтня 1592 згадується Микола Лесевич, що отримав «доживотне» на селище Таращу за Білою Церквою на шляху татарському. Микола Лесевич з ґрунту свого Кощиця і Колобуща платив податок «подимне» у 1631 р.. 12 червня 1661 р. Микола Лесевич отримав підтвердження на селище Таращу з усіма околицями (з селом Лесевичі включно). У подальшому Лесевичі з села Лісовичі (що коло Таращі) перейшли на Лівобережжя (зіпковський уєзд). Село Лесевичі тоді знаходилося на території Білоцерківського полку, з окремою Лесевицькою сотнею.
Родоначальником роду був Костянтин Лесевич, який походив із села Лісовичі (нині село Таращанського району Київської області). Він згадується як значковий товариш Лубенського полку 1724 р.. Його дружиною була Марія Піковець, вдова Антона Черушинського, сотника золотоніського. Син його Данило Костянтинович Лесевич — сотник ковалівський та Гадяцького полку (1738–1768 рр.) ставший Гадяцьким полковим суддею (1768–1770 рр.). Онук його Володимир Данилович Лесевич військовий канцелярист, товариш Гадяцького полку, був одружений з Лукашевич Катериною Петрівною, отримавши в 1748 р. як посаг Денисівський маєток. Син Володимира Даниловича Лесевича колезький асесор Віктор Володимирович Лесевич навчався у Харківському університеті, а згодом замешкав у Денисівці. Нащадок якого є філософ Лесевич Володимир Вікторович.

## Генеалогія
- Микола Лесевич
- Костянтин Лесевич
  - Його син Данило Костянтинович (≈1720 — помер після 1779), був з 1735 військовим канцеляристом, потім — сотником Ковалевської сотні Гадяцького полку (11 листопада 1738 — 18 лютого 1768), обозним та суддею Гадяцького полку (1768 — імовірно, 1771). У 1760 був замінений на посаді командира двохтисячної команди козаків, яких готували до участі в Семирічній війні. Розглядався фальшивий наклеп на нього сотника опішнянського Дем'яновича у службових зловживаннях та звільненні козаків від державних податків за відпрацювання ними в його маєтності. Мав двох синів і двох дочок.
    - Лесевич Олександр Данилович (1749 — після 1798) — бунчуковий товариш у Гадяцькому полку з 1783 р., був одружений з Ганною Василівною Родзянко, сотник 1-ї Ковалевської сотні з 18.02.1768 р., почав служити 15.01.1764 р., був в Кримському поході[5].
    - Лесевич Володимир Данилович став військовим канцеляристом, потім — військовим товаришем. Одружений він був з Катериною Петрівною Лукашевич.
    - Лесевич Ганна Данилівна, дружина Мойсея Яковича Зарудного.
    - Лесевич Параска Данилівна, дружина Михайла Васильовича Перехреста.
    - Лесевич Григорій Якович — значковий товариш у 1753 р., брат Михайла[5].
    - Іван Олександрович Лесевич (*1832 р., містечко Ковалівка біля Гадяча) — крупний землевласник[6]
    - Олена Данилівна Лесевич[7] (1823 р.).
    - Ганна Данилівна Лесевич — донька полкового судді[5].
    - Юлія Володимирівна Лесевич, дружина Леонтовича Володимира Миколайовича[8], донька Лесевича Володимира Вікторовича.
    - Лесевич Людмила Володимирівна (*1880—†10 квітня 1925)[9]
    - Лесевич Михайло Гаврилович — гербовий шляхтич, служив з 14.03.1736 р.; значковий товариш Переяславського полку з 12.01.1748 р., жив у с. Пологи-Яненки 2-ї полкової сотні (де мав 10 підданих, 1774 р.); одружений був на жінці з роду Котляревських (донька писаря золотоніського); їх діти Сергій, Євдоким, Василь[5].
    - ru[ru]Лесевич Йосип Федорович[10], був статським радником, курським віце-губернатором, призначений на ту же посаду в Полтаву 19 вересня 1848 року.
    - Лесевич Володимир Вікторович — філософ.

## Геральдика
1. Відомо про використання Лесевичами[11] гербу «Пулкозіц», а придомок[12] Лесевичів інших прізвищ користувався гербом «Драґо-Сас».
2. Також Лесевичі користувалися гербом «Любич»[13].

## Відомі представники
1. Лесевич Володимир Вікторович — найвідоміший з Лесевичів, (14 січня 1837 — 13 грудня 1905), літератор, філософ, етнограф, педагог, народився 1884 в селі Денисівка (нині Оржицького району Полтавської області). Заснував і утримував власним коштом народну школу. Вивчав звичаї українського народу, опублікував чимало статей у провідних журналах Російської імперії, переважно на українську тематику. 1879–1881 був на засланні в Сибіру, 1901 його було вислано як «неблагонадійного» з Санкт-Петербурга.
2. ru[ru]Лесевич Йосип Федорович

## Зв'язки
Рід Лесевичів пов'язаний з Лукашевичами, Зарудними, Пиковцями, Родзянками та іншими козацько-старшинськими родами. Імовірно, його гілкою є рід Лесевицьких, один із представників яких (Леонтій) 1713 був суддею Гадяцького полку.